# Palazzo Molin Querini

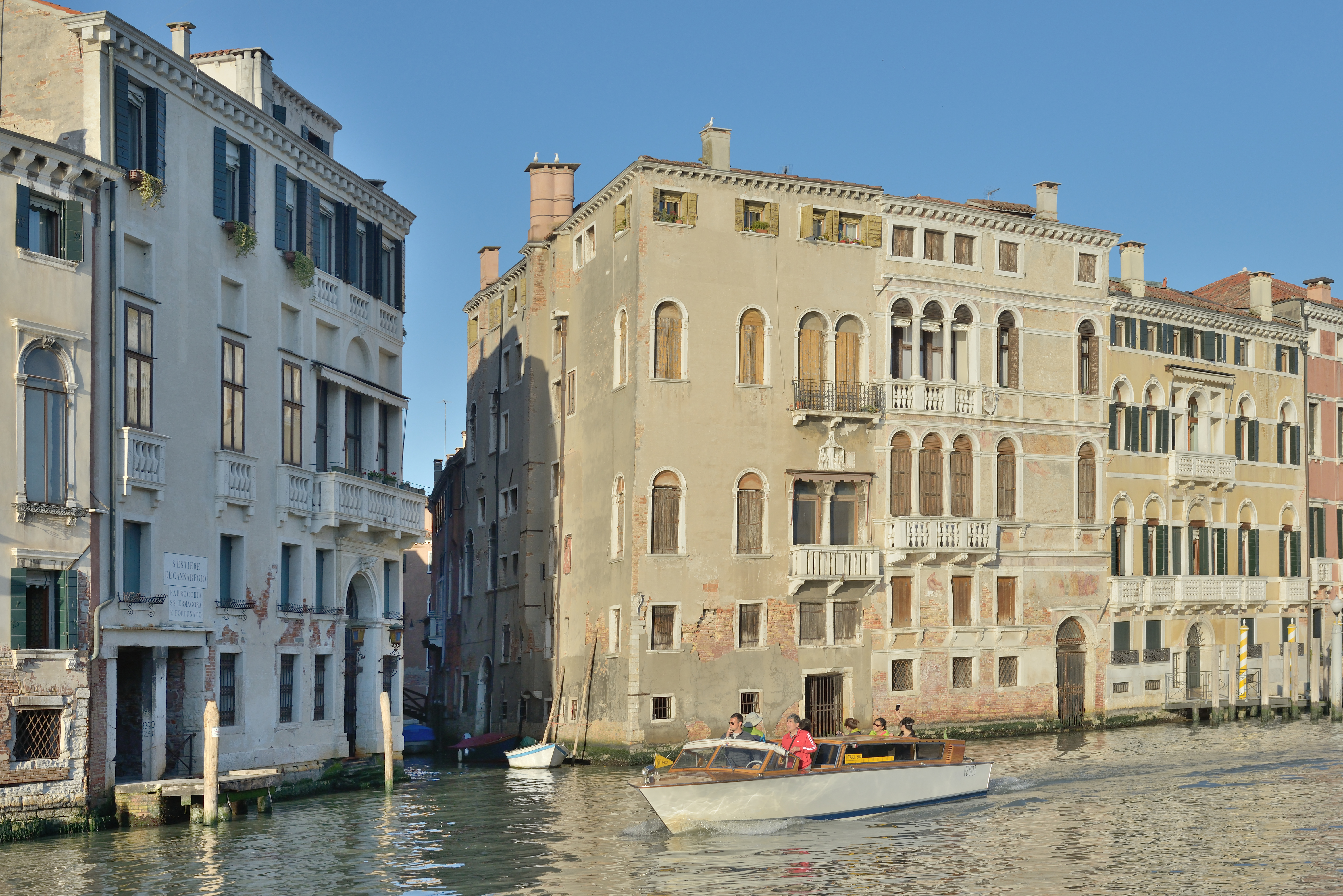
Palazzo Molin Querini: Hauptfassade zum Canal Grande

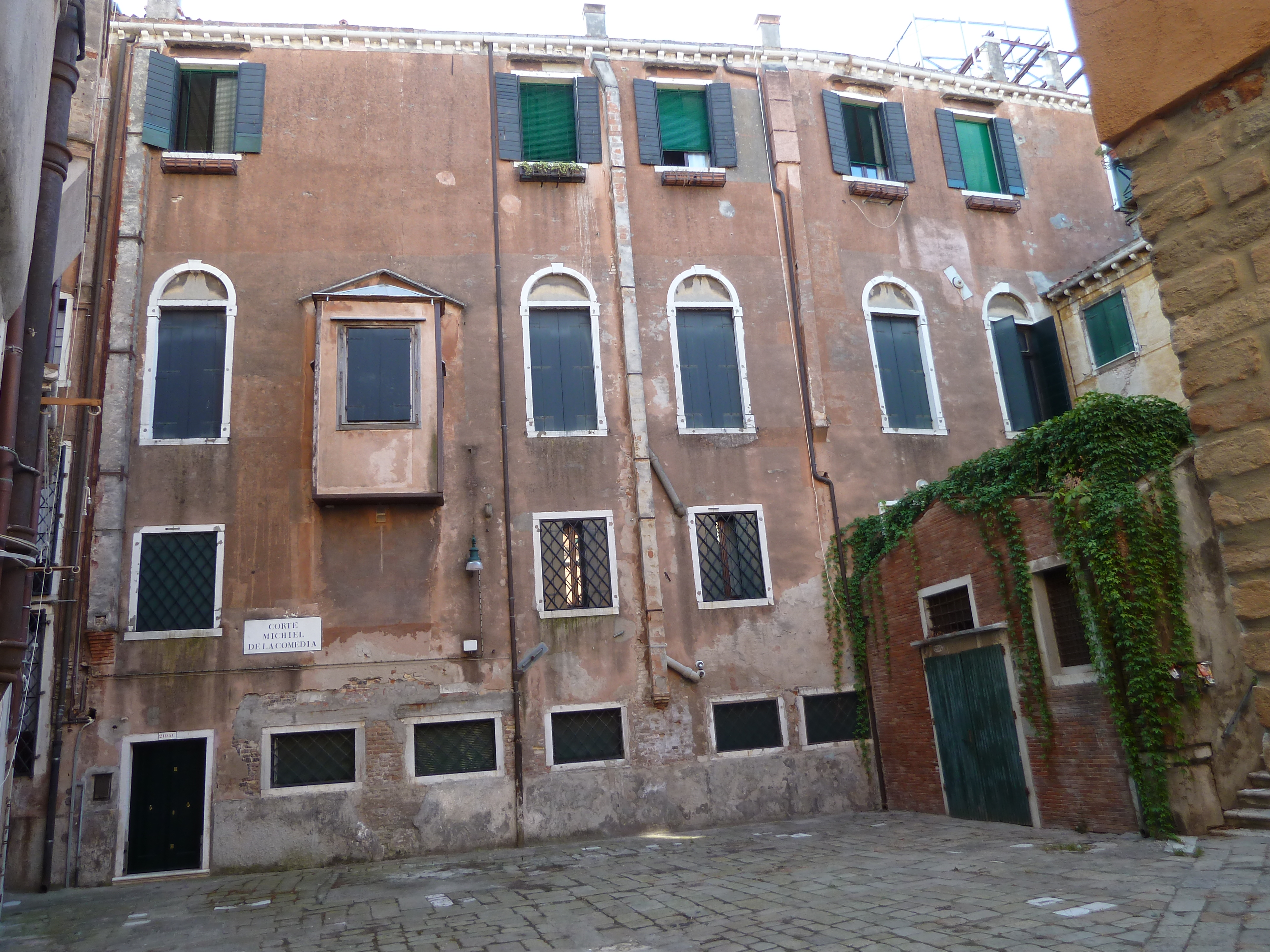
Seitenfassade zum Corte Michiel de la Comedia.

Palazzo Molin Querini, auch Palazzo Molin, Palazzo Molin Gaspari oder Palazzo Molin alla Maddalena, ist ein Palast in Venedig in der italienischen Region Venetien. Er liegt im Sestiere Cannaregio mit Blick auf den Canal Grande neben dem Palazzo Emo alla Maddalena, gegenüber der Kirche San Stae.

## Geschichte
Der letzte Umbau stammt aus dem 18. Jahrhundert. Der Palast gehörte der Familie Molin del Traghetto della Maddalena. In diesem Palast wohnte der Bischof von Brescia und Kardinal Giovanni Molin (1705–1773).

## Beschreibung
Es ist ein sehr charakteristisches und lebhaftes Gebäude, untergeordnet diesem schwierigen geographischen Kontext in der Biegung des Canal Grande an dieser Stelle.
Die Fassade ist zweigeteilt:
- links liegen das Portal zum Wasser, die Mündung der ‚‘Calle del Traghetto zum Canal Grande und ein venezianisches Fenster mit Balkon, flankiert von drei Einzelfenstern auf der Ebene des Hauptgeschosses.
- rechts finden sich nur zwei Einzelfenster zum Rio della Maddalena hin.

Neben dem Erdgeschoss und dem Hauptgeschoss gibt es noch ein zweites Obergeschoss, ein Mezzaningeschoss zwischen Erdgeschoss und Hauptgeschoss und ein Zwischengeschoss unter dem Dach. Der Palast hat auch einen sehr kleinen Innenhof.